# Barry White Sings For Someone You Love
Barry White Sings for Someone You Love es el séptimo álbum del cantante, compositor y productor estadounidense Barry White, lanzado el 30 de agosto de 1977 por la compañía discográfica 20th Century Records. El álbum llegó a lo más alto de la lista R&B albums chart, está era la primera vez que algo así le ocurría a un disco de White desde 1975. También alcanzó la posición número #8 en la lista Billboard 200, su segundo álbum en alcanzar el Top Diez. El álbum fue un gran éxito, el cual contiene dos sencillos que llegaron al Top Diez de la lista Billboard R&B, It's Ecstasy When You Lay Down Next to Me, el cual fue número #1, y Playing Your Game, Baby. It's Ecstasy When You Lay Down Next to Me fue también un gran éxito en la lista Billboard Hot 100, llegando a la posición número 4. Un tercer sencillo, Oh, What a Night for Dancing, llegó a la posición número 13 en las listas de R&B y a la #24 en las listas Pop. El álbum fue digitalmente remasterizado y relanzado en formato CD el 24 de septiembre de 1996 por Mercury Records. El disco de vinilo original fue lanzado bajo tres carátulas diferentes.

## Listado de canciones
| Side one |                                                                              |          |  |
| N.º      | Título                                                                       | Duración |  |
| 1.       | «Playing Your Game, Baby» (Austin Johnson, Smeed Hudman)                     | 7:12     |  |
| 2.       | «It's Ecstasy When You Lay Down Next to Me» (Nelson Pigford, Ekundayo Paris) | 7:00     |  |
| 3.       | «You're So Good You're Bad» (Aaron Schroeder, Jerry Ragovoy)                 | 6:15     |  |

| Side two |                                                                     |          |  |
| N.º      | Título                                                              | Duración |  |
| 1.       | «I Never Thought I'd Fall in Love with You» (Ronald Edward Coleman) | 4:48     |  |
| 2.       | «You Turned My Whole World Around» (Frank Wilson, Danny Pearson)    | 7:49     |  |
| 3.       | «Oh, What a Night for Dancing» (Barry White, Vance Wilson)          | 3:48     |  |
| 4.       | «Of All the Guys in the World» (Barry White, Danny Pearson)         | 3:50     |  |

## Listas
| Lista (1977)                | Posición |
| --------------------------- | -------- |
| U.S. Billboard Top LPs      | 8        |
| U.S. Billboard Top Soul LPs | 1        |

Sencillos
| Año  | Sencillo                                    | Posición más alta | Posición más alta | Posición más alta | Posición más alta |
| Año  | Sencillo                                    | US                | US R&B            | US Dan            | UK                |
| ---- | ------------------------------------------- | ----------------- | ----------------- | ----------------- | ----------------- |
| 1977 | "It's Ecstasy When You Lay Down Next to Me" | 4                 | 1                 | 5                 | 40                |
| 1977 | "Playing Your Game, Baby"                   | 101               | 8                 | —                 | —                 |
| 1978 | "Oh, What a Night for Dancing"              | 24                | 13                | —                 | —                 |